# كريمان جبر
كاريمان جبر (24 نوفمبر 1960-) هي ممثلة ومخرجة ومعدة برامج ليبية.

## السيرة الذاتية
ولدت بمدينة بنغازي عام 1960 ودرست بمدارس إيطالية ثم انتقلت للمدارس العربية، ودرست السيناريو والإخراج في سورية.
دخلت الفن في الحادية عشر من عمرها، شاركت في بطولة فيلم الشظية، كما شاركت في بطولة عدد من المسلسسلات والمسرحيات، وأعدت بعض البرامج الاجتماعية والثقافية، وأخرجت عدة مسلسلات للإذاعة.
تولت عدة مهام منها أمين مساعد نقيب الفنانين الليبيين ولكن قدمت استقالتها بعد فترة وجيزة، كما أنها شغلت مهام رئيس وحدة الإخراج المسموع بالإذاعة الليبية فرع بنغازي.

## أعمالها

### الأفلام
- الشظية

### المسلسلات
- الضباب
- السراب
- شي ايجنن عزيزة
- الندم
- حكاية قصيدة
- شموع لا تنطفيء
- المنتدى الأدبي الرحيل المنسي
- أيام من زمن الحب

### المسرح
- كان ياما كان
- جاكم عنتر
- حلاق اشبيلية
- أوبريت الوطن

### الإذاعة
- أزهار الشوك
- مرشد اجتماعي نافذة على الناس
- الأيام
- احديدان وحدهم
- حنين الشوق

### الإخراج الإذاعي
- مسلسل زغاريد
- مسلسل الشقيقان
- مسلسل راحة البال
- مسلسل غيوم الزمن
- سلسلة الحياة الإفريقية
- برنامج من فيض اللغة

### المسلسلات العربية المشتركة
- المفسدون في الارض
- زمن النسيان
- الحياة الحب الفن
- نهاية الآخرين